# Stanisław Dobosz
Stanisław Józef Dobosz (ur. 18 stycznia 1902 w Szebniach, zm. 26 kwietnia 1969 w Warszawie) – polski nauczyciel i rzemieślnik, poseł na Sejm II RP III kadencji (1930–1935) oraz na Sejm Ustawodawczy (1947–1952), dyrektor Izby Rzemieślniczej w Łodzi (IV 1935 – IX 1939 oraz od 1945).

## Życiorys
Po ukończeniu szkoły średniej w Nowym Sączu studiował prawo i ekonomię na Uniwersytecie Stefana Batorego. Od 1920 do 1935 pracował jako nauczyciel w Oszmianie, a później w Wilnie. Pełnił też obowiązki prezesa Związku Nauczycielstwa Polskiego w województwie wileńskim oraz członka Zarządu Głównego w Warszawie.
W 1930 r. wybrany na posła na Sejm II RP III kadencji, z listy BBWR, w okręgu Lida.
W 1935 r. objął funkcję dyrektora Izby Rzemieślniczej w Łodzi. Stał też na czele Instytutu Doskonalenia Zawodowego Rzemiosła. W 1936 był współorganizatorem dużej Wystawy/Targów Rzemiosła w łódzkim parku im. S. Staszica.
Po wybuchu II wojny światowej więziony ok. 2 miesięcy w więzieniu przy ul. S. Sterlinga w ramach niemieckiej akcji przeciwko inteligencji Łodzi i wojew. łódzkiego (tzw. „Intelligenzaktion”); zwolniony w styczniu 1940 roku.
Po zwolnieniu do 1942 r. ukrywał się na wsi. W 1942 wyjechał do Warszawy, gdzie pracował w Związku Cechów. Po klęsce powstania warszawskiego przebywał w Pruszkowie i Grodzisku.
Po zakończeniu okupacji niemieckiej (1945 r.) powrócił do Łodzi, gdzie podjął dalej pracę jako dyrektor tamtejszej Izby Rzemieślniczej, na którym pozostał prawdopodobnie do przełomu lat 40. i 50. XX wiek.
W wyborach do Sejmu Ustawodawczego w 1947 r. ubiegał się o mandat posła z listy Stronnictwa Pracy na mocy umowy podpisanej między Stronnictwem a przedstawicielami prywatnej inicjatywy. Zajmował drugie miejsce na liście w Łodzi – okręgu, gdzie SP zdobyła najwięcej mandatów (3). Po uzyskaniu miejsca nie przyłączył się do Klubu Poselskiego SP, pozostając niezrzeszony.
Po 1957 stał na czele Centralnego Związku Rzemieślniczych Spółdzielni Zaopatrzenia i Zbytu w Warszawie.
Pochowany na cmentarzu Powązkowskim (kwatera 204-3-21).

## Ordery i odznaczenia
- Srebrny Krzyż Zasługi (28 czerwca 1928)[5]